# Disphragis nebulosa
Disphragis nebulosa är en fjärilsart som beskrevs av Paul Dognin 1910. Disphragis nebulosa ingår i släktet Disphragis och familjen tandspinnare. Inga underarter finns listade i Catalogue of Life.